# Martin Göttsching

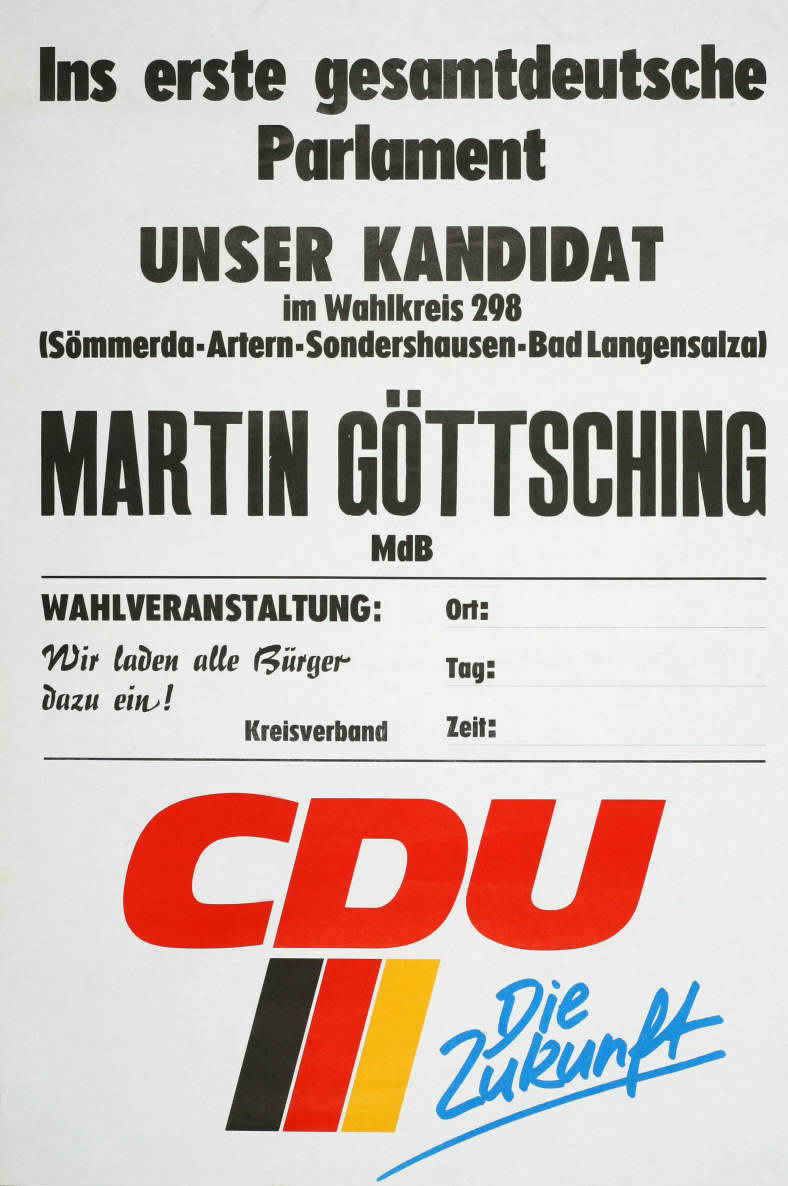
Wahlplakat von 1990

Martin Johannes Göttsching (* 28. Oktober 1944 in Eisenach) ist ein deutscher Politiker (CDU).

## Werdegang
Er war evangelischer Gemeindepfarrer in Bad Frankenhausen bis 1990. Von 1996 bis 2006 war Göttsching Pfarrer in Stadtroda, Gernewitz und Laasdorf.

## Volkskammer und Bundestag
Er wurde am 18. März 1990 im Wahlkreis Halle für die CDU in die Volkskammer gewählt. Als Vorsitzender des Petitionsausschusses der Volkskammer oblag ihm im ehemaligen Staatsratsgebäude der DDR in Berlin die Aufsicht über die Tätigkeit der etwa 85 Mitarbeiter, die aus der Mitarbeiterschaft des Eingabenausschusses der alten Volkskammer, aber auch aus der Mitarbeiterschaft der ehemaligen Arbeiter-und-Bauern-Inspektion kamen. 

Die Vielzahl der Petitionen in dieser Umbruchszeit zu bewältigen, war eine große Herausforderung, die Göttsching neben der „normalen“ Abgeordnetentätigkeit in den folgenden sechs Monaten zu bewältigen hatte.
„Nicht irgendeine anonyme Verwaltungskraft beantwortete die Briefe, sondern der Vorsitzende. Die Briefe sind natürlich von der Verwaltung vorbereitet worden. Mancher Brief musste neu geschrieben werden, da die mögliche Antwort sehr zu wünschen übrig ließ und einen alten Duktus erkennen ließ. So habe ich während dieser Zeit bald 10 000 Antwortschreiben unterschrieben und meines Erachtens ein Stück werdende Demokratie gezeigt.“
 Martin Göttsching gehörte im Oktober 1990 zu den 144 Abgeordneten, die von der Volkskammer in den Bundestag entsandt wurden. Bei der Bundestagswahl im Dezember 1990 gewann er das Direktmandat im Bundestagswahlkreis Sömmerda – Artern – Sondershausen – Langensalza. 
Im Bundestag war Göttsching Mitglied im Innenausschuss sowie im Ausschuss für Post und Telekommunikation. Er gehörte dem Bundestag bis zum Oktober 1994 an.